# H.L. Green Company
H.L. Green was een eenheidsprijzenwinkelketen in de Verenigde Staten in de twintigste eeuw, vernoemd naar oprichter Harold L. Green (1892-1951).

## Geschiedenis
De keten werd in 1932 opgericht. De keten exploiteerde in 1935 133 winkels, waarvan de meeste voortkwamen uit de overname van Metropolitan Chain Stores, Inc. (waarvan Harold Green voorzitter was geweest), F. & W. Grand Stores, Isaac Silver and Brothers Company en F. & W. Grand-Silver Stores, Inc.
Harold David Kittinger, oprichter van de Kittinger's-keten, die was gefuseerd met McLellan's, was van 1932 tot aan zijn dood in 1947 directeur van het bedrijf. In die tijd was hij voorzitter van een keten die inmiddels was uitgegroeid tot 200 winkels. Het was ook eigenaar van het warenhuis Schulte-United (de Canadese tak werd verkocht aan Zellers).
In 1957 had de keten 227 winkels en begon ze vestigingen te openen in winkelcentra. Green nam Olen Company over, een retailer gevestigd in Mobile, Alabama. Maurice Olen werd voorzitter van het gecombineerde bedrijf, maar vertrok nadat uit onderzoek bleek dat er een tekort aan activa was. Dit leidde tot een onderzoek door de Amerikaanse Securities and Exchange Commission en tot rechtszaken die het bedrijf aanspande tegen Olen. Olen werd aangeklaagd en kreeg een boete van $ 2.500.
In 1959 nam het bedrijf United Stores over, dat een aanzienlijk aandeel bezat in McCrory Stores en McLellan Stores, maar verkocht dit in 1960 aan B.T.L. Corporation (dat ook eigenaar was van Ben Franklin Stores ). In 1961 fuseerde McCrory Stores met H.L Green, waarna het nieuwe bedrijf de naam McCrory aannam. In dezelfde week dat dit werd aangekondigd, nam McCrory Lerner Stores over. H.L. Green verkocht in deze periode haar Canadese dochteronderneming Metropolitan Stores en enkele andere activa, waardoor het aantal winkels in het netwerk werd teruggebracht van 366 naar 147.
H.L. Green was in de jaren zestig het onderwerp van een belangrijke rechtszaak over het auteursrecht, Shapiro, Bernstein and Co. v. H.L. Green Co., waarin een verkoper van platen in een H.L. Green-winkel illegale platen verkocht. 
De winkels met de naam H.L. Green sloten toen McCrory's eind jaren negentig failliet ging.

## Desegregatie
Net als veel soortgelijke winkels had het bedrijf in de zuidelijke Verenigde Staten aparte lunchbalies en werd het begin jaren 1960 het onderwerp van protesten (waaronder sit-ins ). In het noorden namen individuele winkelmanagers af en toe het initiatief om de kleurgrens bij het aannemen van personeel te doorbreken, zoals begin jaren 1950 gebeurde in Newark, New Jersey.